# Västergötlands runinskrifter 88
Vg 88 är en medeltida ( ca 1200) kistlockformad gravhäll av sandsten i Gudhems kyrkogård, Gudhems socken och Falköpings kommun. 
Runristad gravhäll i kistform Vg 88 är av sandsten, 1,9 m lång, 0,77 m bred och 0,25 m hög. Profilerat tvärsnitt med spår av dekor. Två textband löper på båda sidor om en i botten ryggad sänka längs mitten, nu till stor del bortvittrad och otydlig. Runhöjd 5 cm. En latinsk text (Ave Maria) är delvis i majuskler. Stenen är lodrätt fastsatt på Gudhems kyrkas vapenhustes norra inre vägg.

## Inskriften
Translitterering av runraden:
: haraldær : gæþ- -ualf (þ)(æ)nna : i(f)(i)(r) : s-...(u)a(r)- : {A} :+ ¶ + {AVE} {MAʀIA} : grati{A} ÷ plena : lat : f...ær :
Normalisering till äldre fornsvenska:
Haraldr gærð[i] [h]valf þenna yfiʀ ... {A}[men]. {Ave} {Maria}, grati{a} plena. Lat ...
Översättning till nusvenska:
Harald gjorde denna gravvård över S ... A(men). Ave Maria, gratia plena. Låt ...
Harald är troligen samma Harald, som har signerat Vg 95 på latin.